# 강재흥
강재흥(姜載興, 1852년 ~ ?)은 조선(고종)의 해금의 명인이다. 구명(舊名)은 삼석(三石), 본관은 진주. 서울 출생. 1867년 장악원(掌樂院) 악공으로 임명되고, 1913년 이왕직아악부(李王職雅樂部) 아악수에 임명되었다. 1895년, 미국 시카고 박람회에 다녀왔다. 해금과 아쟁을 하였고, 해금은 매우 잘했는데, 특히 여민락에 뛰어났다.